# Tir à la corde aux Jeux mondiaux de 2025
Navigation
Birmingham 2022 Karlsruhe 2029
Les épreuves de Tir à la corde des Jeux mondiaux de 2025 ont lieu du 9 au 11 août 2025 à Central Square du parc sportif de Dong'an Lake situé à Chengdu en Chine.
Trois épreuves en extérieur figurent au programme : 640 kg hommes, 500 kg femmes et 580 kg mixte.

## Organisation
Six équipes masculines et six équipes féminines sont qualifiés pour la compétition sur la base des championnats du monde en extérieur 2024 qui ont eu lieu à Mannheim en Allemagne :
| Hommes                                                        | Femmes                                                       | Mixte                                                    |
| ------------------------------------------------------------- | ------------------------------------------------------------ | -------------------------------------------------------- |
| Belgique Royaume-Uni Allemagne Pays-Bas Suisse Taipei chinois | Royaume-Uni Allemagne Suisse Suède Taipei chinois États-Unis | Belgique Allemagne Italie Pays-Bas Suisse Taipei chinois |

## Résultats
Légende :
- En gras, qualifié pour les demi-finales

## Médaillés
| Épreuves        | Or | Argent | Bronze |
| --------------- | --- | --- | --- |
| Hommes (640 kg) | Royaume-Uni- Joe Birch - Dan Kenny - Will Lee - Pye Murphy - Dan Nicholls - Leeboy Robinson - Jack Routley - Gaz Shaw                     | Suisse- Vinzenz Arnold - Peter Erni - Sven Grani - Peter Joller - Tobias Koller - Nico Luond - Roman Muller - Fabian Rolli                                              | Allemagne- Lucas Broghammer - Tim Fuss - Philip Klingele - Tobias Ortlieb - Florian Resch - Markus Resch - Johny Schuermans - Jakob Schlegel - Martin Wehrle |
| Femmes (500 kg) | Taipei chinois- Lu Yi-Jia - Tien Chia-Hsin - Chen Yue-Ting - Lin Meng-Zhu - Lai Ting-Yu - Tien Chia-Jung - Ko Wen-Lin - Hung Ning-Hsuan   | Suisse- Andrea Joller - Elena Beier - Judith Christen - Erika Niederberger - Michaela Koch - Sarah Villiger - Carmen Rolli - Brigitte Ziegler                           | Suède- Karin Jacobson - Ronja Ekstedt - Anna Nasslander - Magdalena Persson - Emelie Goransson - Anette Klinthall - Asa Haby - Hanna Westerling - Frida Hed  |
| Mixte (580 kg)  | Suisse- Elena Beier - Carmen Rolli - Melanie Villiger - Nina Widmer - Robin Burch - Ivo Lustenberger - Emanuel Zumbuhl - Jeremias Zumbühl | Belgique- Christel Covens - Kristel Mijnendonckx - Colette Puts - Gitte Snoeijs - Wim de Schutter - Robbe Gagelmans - Jan Hendrickx - Wouter Raeymaekers - Jeroen Sturm | Allemagne- Fabien Elias - Julia Friess - Sabrina Jund - Ramona Mühl - Valentin Fehrenbach - Raphael Kunz - Lorenz Mühl - Rainer Vogel - Thomas Wegmann       |

## Tableau des médailles
| Rang  | Nation | Or | Argent | Bronze | Total |
| ----- | ------ | -- | ------ | ------ | ----- |
| Total | Total  | -  | -      | -      | -     |